# Мрежичка (съзвездие)
Мрежичка (на латински: Reticulum) е едно от най-малките съзвездия на южното небе. Тъй като не е било достъпно за наблюдение от древните гърци, с това съзвездие не е свързан сюжет от митологията.
С просто око могат да се наблюдават около 15 звезди от съзвездието, но повечето от тях са много слаби и няма такива с видима звездна величина под 3m. Четирите най-ярки звезди образуват ромб, в единия връх на който са съсредоточени още няколко звезди.
Обособено е и въведено през XVIII век от Никола Луи де Лакайл и наименованието Reticulum, което е името на инструмент за измерване на положението на звездите, известен на български като Микрометър. Съзвездието може да се срещне и като Мрежа.